# Fachanwalt für Sportrecht
Der Fachanwalt für Sportrecht ist eine von der 6. Satzungsversammlung der Bundesrechtsanwaltskammer mit Beschluss vom 26. November 2018 eingeführte Bezeichnung für Rechtsanwälte. Die entsprechende Änderung der Fachanwaltsordnung (FAO) trat zum 1. Juli 2019 in Kraft.
Rechtsanwälte können bei ihrer zuständigen Rechtsanwaltskammer beantragen, diese Fachanwaltsbezeichnung führen zu dürfen, wenn sie ihre besonderen Kenntnisse im Sportrecht nachgewiesen haben, was üblicherweise durch einen mindestens 120 Stunden umfassenden Fachanwaltslehrgang zuzüglich dem Bestehen von mindestens drei Klausuren mit einer Gesamtdauer von mindestens 15 Stunden erfolgt. Zudem müssen praktische Erfahrungen durch den Nachweis von mindestens 80 Fällen im Sportrecht innerhalb von drei Jahren, von denen mindestens 20 rechtsförmliche Verfahren (Sportverbandsgerichtsverfahren, sonstige Gerichtsverfahren, außergerichtliche Rechtsbehelfsverfahren, Schlichtungs- oder Schiedsverfahren) sein müssen nachgewiesen werden. Die Fälle müssen sich auf mindestens drei verschiedene Bereiche des § 14q Nr. 1,3 bis 11 FAO beziehen, dabei auf jeden dieser Bereiche mindestens fünf Fälle.
Nach § 14q FAO n.F. sind für das Fachgebiet Sportrecht besondere Kenntnisse nachzuweisen in den Bereichen
1. selbstgesetztes Recht der Sportverbände im Rahmen der Satzungsautonomie und deren Organisationsstrukturen, insbesondere Satzungen und Statuten nationaler und internationaler Sportverbände
2. nationale und internationale Sportsverbands- und -schiedsgerichtsbarkeit
3. sportrechtliche Bezüge des Ordnungswidrigkeiten- und Strafrechts, Strafprozessrecht sowie zwischenstaatliches und Völkerrecht
4. Schutz vor Sportmanipulationen, insbesondere durch sog. Doping, sportrechtliche Bezüge des Arzneimittelrechts
5. Vereinsrecht und Grundzüge des Gesellschaftsrechts
6. sportrechtliche Bezüge des Medienrechts, insbesondere der Fernseh-, Internet- und Hörfunkrechte
7. Recht des geistigen Eigentums, insbesondere Persönlichkeitsrecht sowie Urheber- und Markenrecht
8. Recht des Sponsorings, Recht der staatlichen Sportförderung und Subventionsrecht, Sportwettrecht
9. sportrechtliche Bezüge des nationalen und internationalen Haftungsrecht
10. Grundzüge des Gemeinnützigkeits- und Spendenrechts
11. Sportvertragsrecht, sportrechtliche Bezüge des Dienst- und Arbeitsvertragsrechts

## Statistik
Zum 1. Januar 2024 sind 54 Fachanwälte für Sportrecht in Deutschland zugelassen.